# Il tocco del male
Il tocco del male (Fallen) è un film del 1998 diretto da Gregory Hoblit e interpretato da Denzel Washington, Donald Sutherland, John Goodman e James Gandolfini.

## Trama
John Hobbes è un virtuoso poliziotto che incastra e fa condannare a morte un pericoloso serial killer, Edgar Reese. Quello che il detective non sa è che lo psicopatico in realtà è posseduto dal sanguinario demone Azazel e che gli omicidi che ha commesso sono stati compiuti tutti sotto il suo influsso malefico.
Dopo l'esecuzione, Hobbes pensa di continuare tranquillamente la sua esistenza, lavorando nel distretto di polizia con il tenente Stanton e i detective Lou e Jonesy, migliore amico di Hobbes. Ma da quel momento il demonio, non potendo impossessarsi del corpo del poliziotto, incomincerà a perseguitarlo, in un susseguirsi di omicidi che coinvolgeranno sconosciuti e familiari di Hobbes, e che metteranno ben presto il poliziotto all'angolo.
Sfruttando le ricerche di un suo predecessore, l'esemplare poliziotto Robert Milano, scomparso in circostanze misteriose anni prima, Hobbes scopre che Azazel si può sconfiggere, anche se a costo della propria vita. Il demone infatti può traslare da un corpo a un altro, e prenderne il controllo, tramite il semplice tocco. Se la persona che sta possedendo viene uccisa, la sua essenza (pressappoco uno spirito) può raggiungere un altro corpo senza bisogno del contatto fisico, ma solo entro il raggio di 500 cubiti, circa 300 metri.
Incastrato per gli omicidi commessi da Azazel, dopo aver perso il fratello e lasciato il suo nipotino alla figlia di Robert, Greta, Hobbes decide di sfruttare quel punto debole. Attira Azazel in una foresta disabitata, non sapendo in quale corpo sia trasmutato, e dopo una breve messa in scena (arrivano Jonesy e Stanton che lo vogliono arrestare) Jonesy uccide Stanton, dando modo a Hobbes di capire che il demone si è impossessato del suo migliore amico. Con un grande sforzo e dopo una breve fuga, uccide il povero Jonesy con due colpi di pistola, e si suicida con una sigaretta avvelenata. In questo modo, dopo essere uscito dal corpo del poliziotto e anche prendendo il controllo del corpo di Hobbes, il demonio morirebbe comunque, senza possibilità di trasferirsi in qualcun altro.
Il suo sacrificio sarà però vano in quanto il demone ha la possibilità di possedere anche animali e sarà proprio un piccolo gatto a consentirgli di avere un corpo da possedere e di continuare a vagare sulla Terra.

## Colonna sonora
- Time Is on My Side è una canzone incisa dai Rolling Stones nel 1964 che Azazel canta ripetutamente durante il film. Essendo capace di spostarsi di corpo in corpo, il demone la fa cantare a parecchi personaggi diversi quando vengono posseduti.
- Il film è chiuso da un altro famoso brano dei Rolling Stones, ovvero Sympathy for the Devil.